# NGC 5285
NGC 5285 is een elliptisch sterrenstelsel in het sterrenbeeld Maagd. Het hemelobject werd op 29 april 1881 ontdekt door de Franse astronoom Édouard Jean-Marie Stephan.

## Synoniemen
- ZWG 17.65
- NPM1G +02.0351
- PGC 48688